# Biel Company
Gabriel Company Vives, meglio noto come Biel Company (Maria de la Salut, 16 febbraio 1992), è un ex calciatore spagnolo, di ruolo difensore.